# Eumops hansae
Eumops hansae (Sanborn, 1932) è un pipistrello della famiglia dei Molossidi diffuso nel Continente americano.

## Descrizione

### Dimensioni
Pipistrello di piccole dimensioni, con la lunghezza della testa e del corpo tra 61 e 75 mm, la lunghezza dell'avambraccio tra 37 e 42 mm, la lunghezza della coda tra 24 e 39 mm, la lunghezza del piede tra 8 e 12 mm, la lunghezza delle orecchie tra 17 e 23 mm e un peso fino a 21 g.

### Aspetto
La pelliccia è corta, vellutata e con delle lunghe setole sulla groppa. Le parti dorsali sono marroni scure o nerastre con la base dei peli più scura, mentre le parti ventrali sono bruno-grigiastre scure. La testa è larga ed appiattita, le labbra sono lisce. Le orecchie sono larghe, triangolari e unite alla base anteriore. Il trago è largo e squadrato, mentre l'antitrago è grande e semi-circolare. Le ali sono attaccate posteriormente sulle caviglie. La coda è lunga, tozza e si estende per circa la metà oltre l'uropatagio. Il cariotipo è 2n=48 FNa=56.

## Biologia

### Comportamento
Si rifugia nelle cavità degli alberi.

### Alimentazione
Si nutre di insetti, particolarmente ortotteri.

### Riproduzione
Femmine sessualmente inattive sono state catturate nei mesi di maggio ed agosto.

## Distribuzione e habitat
Questa specie è diffusa dallo stato messicano meridionale del Chiapas, Honduras nord-occidentale, attraverso la Costa Rica e Panama fino al Perù e la Bolivia settentrionali e agli stati brasiliani meridionali di San Paolo e Santa Catarina.
Vive nelle foreste tropicali umide e nelle savane tra 150 e 1.000 metri di altitudine.

## Conservazione
La IUCN Red List, considerato il vasto areale e la popolazione presumibilmente numerosa, classifica E.hansae come specie a rischio minimo (Least Concern)).